# Selva (Vobbia)
Selva è una frazione del comune di Vobbia, nella città metropolitana di Genova. Situata nell'omonima valle (è la frazione più vicina a Vobbia), si trova al confine con il Piemonte.
Immerso completamente nel verde, il nucleo urbano è formato da qualche agglomerato di abitazioni, i quali hanno ognuno uno specifico nome: Cadecravì (le prime case della frazione), Rià (la piazza principale), il Castello, la Crocetta (piazzetta nel mezzo del paese).
Le case però sono abitate quasi esclusivamente durante la stagione estiva durante la quale i giovani selviesi organizzano lotterie, tornei sportivi e di carte (cirulla).